# Nicolet Bakker
Juliëtte Nicolet Marianne Bakker (* 13. März 1984) ist eine ehemalige niederländische Fußballschiedsrichterassistentin.
Bakker stammt aus Ermelo. wurde als Schiedsrichterassistentin im niederländischen Vereinsfußball der Frauen und Herren eingesetzt, unter anderem in der Eredivisie bei den Frauen und in der Eerste Divisie und Tweede Divisie bei den Herren.
Von 2008 bis 2022 stand Bakker auf der Liste der FIFA-Schiedsrichter und war bei internationalen Fußballspielen im Einsatz, unter anderem in der Women’s Champions League. Bakker war Schiedsrichterassistentin bei der Europameisterschaft 2017 in den Niederlanden, bei der U-17-Weltmeisterschaft 2012 in Aserbaidschan und der U-17-Weltmeisterschaft 2018 in Uruguay, in der europäischen WM-Qualifikation für die Weltmeisterschaften 2015, 2019 und 2023 sowie bei diversen weiteren Qualifikations- und Freundschaftsspielen.
Bakker wurde 2015 Mutter einer Tochter.